# Pogonatum formosanum
Pogonatum formosanum là một loài rêu trong họ Polytrichaceae. Loài này được Horik. mô tả khoa học đầu tiên năm 1935.
Danh pháp khoa học của loài này chưa được làm sáng tỏ. 